# That’ll Be the Day (альбом)
That’ll Be the Day — третий альбом американского певца Бадди Холли, вышедший в апреле 1958 года на лейбле Decca Records. Диск вышел в монофоническом звучании и достиг 5-го места в американском хит-параде.

## Обзор
Несмотря на то, что это была третья долгоиграющая пластинка Бадди Холли, песни, вошедшие на неё, были записаны за полтора-два года до её выхода на самых ранних сессиях певца в крупной профессиональной студии в Нашвилле. В звучании записей присутствует налёт кантри, который коснулся и «That’ll Be the Day», представленной здесь в своей самой ранней версии (новая версия 1957 года станет хит-синглом). Продюсером сессий был Оуэн Брэдли, который, как и принявший участие популярный нашвиллский сессионный пианист Флойд Крамер, станет в будущем ключевой фигурой нашвиллского саунда в кантри. В подпевках принял участие вокальный ансамбль The Picks. Холли, Сонни Кёртис (соло-гитара) и Джерри Аллисон (барабаны) вскоре, в 1957 году, создали группу The Crickets, под именем которой выпускали новые записи.
Выпущенные тогда же, в 1956 году, синглы с записями с этих сессий — «Blue Days, Black Nights» и «Modern Don Juan» — не пользовались успехом, и Decca Records отложили записанный материал. Однако к началу 1958 года Бадди Холли стал одним из самых успешных рок-н-ролльных исполнителей, что побудило лейбл выпустить старые записи.
В 1967 году Decca Records переиздали альбом под названием The Great Buddy Holly в новой обложке и с оригинальным миксом «Ting-A-Ling». В 1975 году альбом был издан на MCA Records под названием The Nashville Sessions c добавлением другого дубля «Rock Around With Ollie Vee».

## Список композиций
| №   | Название                         | Автор(ы)                    | Длительность |
| --- | -------------------------------- | --------------------------- | ------------ |
| 1.  | «You Are My One Desire»          | Дон Гесс                    | 2:23         |
| 2.  | «Blue Days, Black Nights»        | Бен Холл                    | 2:04         |
| 3.  | «Modern Don Juan»                | Дон Гесс, Джек Нил          | 2:39         |
| 4.  | «Rock Around With Ollie Vee»     | Сонни Кёртис                | 2:18         |
| 5.  | «Ting-A-Ling»                    | Ахмет Эртегюн               | 2:41         |
| 6.  | «Girl on My Mind»                | Дон Гесс                    | 2:18         |
| 7.  | «That’ll Be the Day»             | Бадди Холли, Джерри Аллисон | 2:18         |
| 8.  | «Love Me»                        | Бадди Холли, Су Парриш      | 2:07         |
| 9.  | «I’m Changing All Those Changes» | Бадди Холли                 | 1:42         |
| 10. | «Don’t Come Back Knockin’»       | Бадди Холли, Су Парриш      | 2:14         |
| 11. | «Midnight Shift»                 | Эрл Ли, Джимми Эйнсворт     | 2:10         |

## Участники записи
- Бадди Холли — гитара, вокал
- Сонни Кёртис — соло-гитара
- Грэди Мартин — ритм-гитара
- Дог Киркхам — бас-гитара и перкуссия
- Дон Гесс — бас-гитара
- Джерри Аллисон — барабаны
- Гарольд Брэдли — гитара
- Флойд Крамер — фортепиано
- Фэррис Курси — барабаны
- Э. Р. Макмиллан — альт-саксофон
- Оуэн Брэдли — фортепиано
- Бутс Рэндолф — саксофон

## Альбомные синглы
- Girl on My Mind / Ting-A-Ling (1958)